# Гевлич Владислав Дмитрович
Владислав Дмитрович Гевлич (нар. 23 вересня 1994, Севастополь, Україна) — український та російський футболіст, півзахисник фейкового кримського клубу «Севастополь».

## Життєпис
Вихованець севастопольського футболу, перший тренер — Віктор Ткаченко. З 8-ми років виступав за різні дитячі, юнацькі та молодіжні команди ФК «Севастополь». З 2011 року грав за дубль «моряків». У 2013 році став капітаном молодіжної команди «Севастополя». 1 червня того ж року дебютував у складі основної команди в першій лізі чемпіонату України. У наступному році 27 квітня 2014 року в поєдинку проти «Іллічівця» дебютував у Прем'єр-лізі. Всього у вищому дивізіоні зіграв 2 матчі.
Після окупації Криму отримав російське громадянство. Після розформування ФК «Севастополь» влітку 2014 року намагався працевлаштуватися в харківському «Металісті», але цій команді не підійшов. У вересні того ж року був заявлений за «СКЧФ Севастополь-2», який виступає в чемпіонаті Криму.
14 липня 2016 року перейшов у клуб «Тернопіль», який виступав у першій лізі України. 20 вересня 2016 року після звільнення тренера «Тернополя» Івана Марущака покинув команду разом з ним і повернувся в «Севастополь». 22 вересня був заявлений за «Севастополь» в чемпіонат Криму. У січні 2017 року прибули на перегляд в білоруський клуб «Дніпро» (Могильов) і в березні підписав контракт з клубом. Зумів закріпитися в основі команди, зазвичай виступав на позиції правого захисника. У січні 2018 року продовжив угоду з могильовчанами. У серпні 2018 року відправився на перегляд в російський клуб «Нижній Новгород». Незабаром після цього захисник розірвав контракт з могильовському клубом й 16 серпня повернувся в «Севастополь».

## Досягнення
- Перша ліга чемпіонату України
  -  Чемпіон (1): 2012/13